# 医学病毒学
医学病毒学是病毒学的一個重要分支，主要是從醫學的角度來研究病毒特性，有時又叫醫學分子病毒學。
醫學病毒學研究範圍包括病毒本質，傳播模式及致病機制，以及應用層面的藥物及疫苗研究。 它和分子生物學及藥物學關係密切。